# ヒッポリュテー

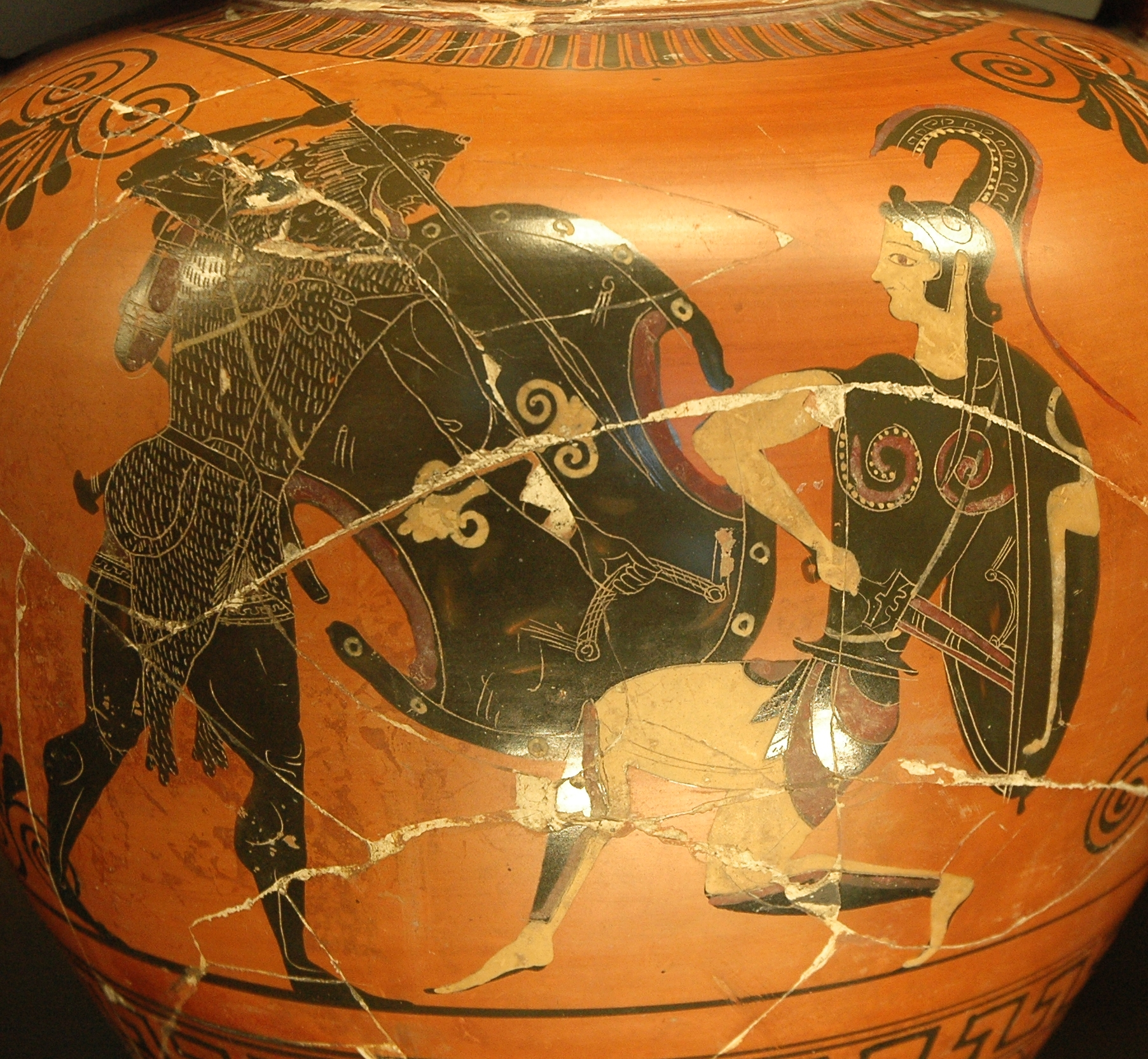
アマゾーンと戦うヘーラクレース、紀元前530 - 520年ごろのアッティカの黒絵式壺絵（ルーヴル美術館所蔵）

ヒッポリュテー（古希: Ἱππολύτη, Hippolytē）は、ギリシア神話に登場するアマゾーンの女王である。長母音を省略してヒッポリュテとも表記される。ヒッポリュテーが持つアレースの帯が、ヘーラクレースの「12の功業」のうち9番目の課題の対象となった。
ヒュギーヌスでは、ヒッポリュテーはアレースとアマゾーンの女王オトレーレーの娘とされる。

## 神話
以下は主としてアポロドーロスに基づく。ヒッポリュテーはテルモードーン河岸に居留するアマゾーンたちを支配していた。彼女は第一人者の徴として、アレースの帯を持っていた。
エウリュステウスの娘アドメーテーがこの帯を欲しがったため、ヘーラクレースは勇者を募り、船で小アジアの黒海のほとりに向かった。このとき、イオラーオス、テラモーン、ペーレウス、テーセウスらがヘーラクレースに従ったという。
ヘーラクレースがテミスキューラの港に入ると、そこへヒッポリュテーがやって来て彼らの目的を尋ね、案に相違して帯を与えると約束した。これには、ヒッポリュテーがヘーラクレースを好ましく思った、またはヘーラクレースがヒッポリュテーの姉妹メラニッペーを捕虜とし、この引き渡しの交換条件として帯を要求したという説もある。この時点でヒッポリュテーはすでに帯を渡したともいう。
しかし、女神ヘーラーがアマゾーンの姿をとり、女王がかどわかされようとしていると触れ回ったため、これを聞いたアマゾーンたちが騎乗して港へかけつけてきた。武装したアマゾーンたちを見て騙されたと思ったヘーラクレースは、ヒッポリュテーを殺して帯を奪い、殺到するアマゾーンたちと戦ってこれを退けた。ヘーラクレースはティーリュンスに帰り着くと帯をエウリュステウスに渡し、エウリュステウスは娘のアドメーテーに譲った。後に、ヒッポリュテーが持っていた斧は、ヘーラクレースが奴隷として仕えたオムパレーに贈られ、リューディアの紋章となった。

### テーセウスとヒッポリュテー
同じくアポロドーロスの「摘要（エピトメー）」によると、ヘーラクレースのアマゾーン遠征に参加したテーセウスがひとりのアマゾーンをさらった。
さらわれたアマゾーンの名は一般にアンティオペーとされるが、メラニッペーまたはヒッポリュテーあるいはグラウケーとする説もある。このため、アマゾーンの大軍がアテーナイに押し寄せ、アレースの丘に陣取った。アマゾーンたちの指揮を執ったのは、アンティオペーの姉妹のオーレイテュイアで、スキュティア人と同盟したという。4ヶ月間に及ぶ激戦の結果、アテーナイが勝利した。
このアマゾーンとテーセウスとの間にヒッポリュトスが生まれた。しかし、後にテーセウスがミーノースの娘パイドラーと結婚したとき、彼女は他のアマゾーンたちとともにテーセウスを襲った。彼女はこの戦闘でテーセウスに殺された、あるいはアマゾーンたちの襲撃を知ったテーセウスの仲間が急いで扉を閉め、屋内で彼女を殺したともいう。別の説では、彼女はテーセウスの側についてアマゾーンたちと戦って死んだ、またはペンテシレイアが誤ってヒッポリュテーを殺したともされる。

### 系図
| アイゲウス | アイゲウス | アイゲウス | アイゲウス | アイゲウス     | アイゲウス |  |  | オトレーレー   | オトレーレー   | オトレーレー   | オトレーレー   | オトレーレー   | オトレーレー   |  |  | アレース       | アレース       | アレース       | アレース       | アレース       | アレース       |  |  |                |                |                |                |                |                |  |  |
| アイゲウス | アイゲウス | アイゲウス | アイゲウス | アイゲウス     | アイゲウス |  |  | オトレーレー   | オトレーレー   | オトレーレー   | オトレーレー   | オトレーレー   | オトレーレー   |  |  | アレース       | アレース       | アレース       | アレース       | アレース       | アレース       |  |  |                |                |                |                |                |                |  |  |
|            |            |            |            |                |            |  |  |                |                |                |                |                |                |  |  |                |                |                |                |                |                |  |  |                |                |                |                |                |                |  |  |
|            |            |            |            |                |            |  |  |                |                |                |                |                |                |  |  |                |                |                |                |                |                |  |  |                |                |                |                |                |                |  |  |
| テーセウス | テーセウス | テーセウス | テーセウス | テーセウス     | テーセウス |  |  | アンティオペー | アンティオペー | アンティオペー | アンティオペー | アンティオペー | アンティオペー |  |  | ヒッポリュテー | ヒッポリュテー | ヒッポリュテー | ヒッポリュテー | ヒッポリュテー | ヒッポリュテー |  |  | ペンテシレイア | ペンテシレイア | ペンテシレイア | ペンテシレイア | ペンテシレイア | ペンテシレイア |  |  |
| テーセウス | テーセウス | テーセウス | テーセウス | テーセウス     | テーセウス |  |  | アンティオペー | アンティオペー | アンティオペー | アンティオペー | アンティオペー | アンティオペー |  |  | ヒッポリュテー | ヒッポリュテー | ヒッポリュテー | ヒッポリュテー | ヒッポリュテー | ヒッポリュテー |  |  | ペンテシレイア | ペンテシレイア | ペンテシレイア | ペンテシレイア | ペンテシレイア | ペンテシレイア |  |  |
|            |            |            |            |                |            |  |  |                |                |                |                |                |                |  |  |                |                |                |                |                |                |  |  |                |                |                |                |                |                |  |  |
|            |            |            |            | ヒッポリュトス |            |  |  |                |                |                |                |                |                |  |  |                |                |                |                |                |                |  |  |                |                |                |                |                |                |  |  |

## イーピトスの妻
ヒュギーヌスは、ナウボロスの子イーピトス（アルゴナウタイのひとり）の妻としてヒッポリュテーの名を挙げている。このヒッポリュテーとアマゾーンの関係は不明である。イーピトスの子にスケディオスとエピストロポスがある。二人はヘレネーへの求婚者であり、船40艘を率いてトロイア戦争に参戦した。スケディオスはヘクトールに討たれた。